# Derecho de autor en Turquía
La ley de derecho de autor de Turquía está documentada en la ley número 5846 sobre Trabajos Intelectuales y Artísticos (en turco: Fikir ve Sanat Eserleri Kanunu) de 1951.
Turquía está revisando sus leyes de derechos de propiedad intelectual para alinearlas con los estándares de la OMPI. Dicho país también es parte en la Convención de Berna (desde 1952), la Convención de Roma y el Acuerdo sobre los ADPIC. Las leyes de derecho de autor turcas se ajustaron a dichos tratados tras las enmiendas 1995 y 2001. Su más reciente reforma fue incorporada el 21 de diciembre de 2021.

## Historia
La primera regulación de derecho de autor creada en tiempos del Impero Otomano fue la Encumen-yo Danis Nizamnamesi de 1850. La ley de 1857 la Matbaalar Nizamnamesi concedió derechos de autor a los escritores con una duración vitalicia. La ley de derechos de autor de 1910 se basó en la ley francesa de mediados de 1800 o en el Código de derecho de autor alemán de 1901 y se mantuvo en vigor hasta 1951.

## Enmiendas
Originalmente escrita en diciembre de 1951, la ley 5846 ha sido enmendada por las siguientes leyes:
- 2936, 1983-11-01
- 4110, 1995-06-07
- 4630, 2001-02-21
- 5101, 2004-03-03
- 5217, 2004-07-14
- 5571, 2006-12-28
- 5728, 2008-23-01
- 6279, 2012-29-02
- 6552, 2014-09-10
- 6769, 2017-10-01
- 7346, 2021-12-21

## Leyes relacionadas
Otras leyes aplicables a la creación de arte audiovisual sonː
- 3984 (en el Establecimiento de Empresas Radiofónicas y Televisivas y sus Emisiones)
- 3257 (sobre Cine, Vídeo y Trabajos Musicales)
- 5680 (Ley de Prensa)
- 1117 (sobre la Protección de Menores contra Publicaciones Nocivas)
- 4054 (sobre Protección de la Competencia)